# オリン・エッゲン
オリン・ジューク・エッゲン（Olin Jeuck Eggen、1919年7月9日 - 1998年10月2日）はアメリカの天文学者。恒星の運動の観測データに基づいて銀河系の形成モデルを提唱した。
文献によっては彼のミドルネームを Jenck と誤記している場合があるが、正しくは Jeuck である。
ウィスコンシン州オーフォードヴィルで、ノルウェー系の両親のもとに生まれる。1940年にウィスコンシン大学を卒業し、第二次世界大戦中は CIA の前身である戦略諜報局 (OSS) に勤務した。その後、大学に戻って1948年に天体物理学で博士号を取得した。

## 略歴
- 1945年：カリフォルニア大学に赴任。
- 1956年：グリニッジ王立天文台の主任助手となる。
- 1960年：カリフォルニア工科大学の教授となる。
- 1963年：グリニッジに戻る。
- 1965年：パロマー山天文台に移る。
- 1966年：ストロムロ山天文台と、サイディング・スプリング天文台の台長ならびにオーストラリア国立大学高等研究所教授となるためにオーストラリアに渡る。
- 1977年：チリのセロ・トロロ天文台に移り、1998年まで務める。

## 業績
エッゲンは1950年代及び1960年代の最高の観測天文学者の一人として知られている。彼の最大の業績はいわゆる ELS 論文として知られる、1962年にドナルド・リンデンベル及びアラン・サンデージと共同で発表した銀河系の形成過程に関する論文である。この論文で彼らは初めて、我々の銀河系が巨大なガス雲の収縮によって生まれたという仮説を提唱した。またエッゲンは現在広く受け入れられている運動星団という概念を初めて提案したことでも知られる。ストロムロ山天文台の台長時代にはとも座ρ星の変光を発見し、1982年にはヒアデス星団の距離を求め、142光年という値を出した。
彼の死後、かつてグリニッジ天文台にあり、数十年間にわたって行方不明になっていた数々の歴史的に重要なファイルや文書が彼の手元にあったことが明らかになった。この中にはいわゆる「海王星ファイル (the Neptune file) 」と呼ばれる、アダムズの海王星発見に関する一次情報を記した文書も含まれていた。生前、彼はこれらの文書を持ち出したり所有していることについては常に否定していた。

### 死亡記事
- BAAS 32 (2000), 1661